# 李培武
李 培武（り ばいぶ、1961年11月 - ）は、中華人民共和国の作物栽培学者。中国工程院院士。

## 経歴
1961年11月、山東省成武県で生まれる。1986年に南京農業大学を卒業後、同年、中国農業科学院油料作物研究所に入局。

## 栄典
- 2019年11月22日、中国工程院院士[2]。